# La Ciencia al Servicio de la Salud y Nutrición
La Ciencia al Servicio de la Salud y nutrición (CSSN) es una revista científica digital y arbitrada de la Faculta de Salud Pública (FSP) de la Escuela Superior Politécnica de Chimborazo (ESPOCH) con sede en la ciudad de Riobamba en Ecuador. Presenta ISSN 1390-874X.

## Publicación
Las publicaciones se manejan de forma semestral en los meses de abril y noviembre. Su primera publicación fue en marzo de 2013.
La CSSN maneja temáticas relacionadas con salud y nutrición que afligen a la población. La validación de trabajos incluye investigaciones en español e inglés. Todas las publicaciones están bajo licencia internacional de Creative Commons Reconocimiento – No comercial (CC BY-NC 4.0).
Actualmente se encuentra indexada a la Red Iberoamericana de Innovación y Conocimiento Científico (REDIB); el Portal Regional da Biblioteca Virtual em Salúde (LILACS); el Sistema Regional de Información en Línea para Revistas Científicas de América Latina, el Caribe, España y Portugal (LATINDEX); y Directory of Open Acces Journals (DOAJ).